# Pierre Menard, Autor do Quixote
Pierre Menard, Autor do Quixote (“Pierre Menard, Autor Del Quijote” no original em Espanhol) é um conto do escritor argentino Jorge Luis Borges inserido no livro Ficções.
Originalmente foi lançada na revista Sur em Maio de 1939. O lançamento oficial, em língua espanhola, foi na publicação do livro O Jardins de Veredas que se Bifurcam que posteriormente foi incluído na obra Ficções em 1944.

## Sinopse
O Conto é escrito como se fosse uma revisão ou uma crítica literária sobre Pierre Menard, um escritor de ficções do século XX e de nacionalidade francesa. Ele começa com a breve introdução e uma lista do trabalho de Menard.
Borges enfoca os esforços de Menard em ir além de uma mera tradução releitura ou revisão do Dom Quixote, de Cervantes, mergulhando profundamente no trabalho de se tornar hábil a recriar o livro, linha por linha, de maneira igual ao modelo do século XVII. Assim Pierre Menard é frequentemente usado para levantar questões e discussões sobre a natureza da autoria, apropriação e interpretação.

## Análise
O conto é escrito em forma de crítica literária, mas por meio da fantasia, ironia e humor. Seu narrador/revisor considera o “Quixote de Mernard” (linha por linha idêntico ao original), muito mais rico em ficção do que o “Quixote de Cervantes” original, dado que Mernard esta à luz de conhecimentos  posteriores a 1602. Cervantes, afirma o crítico, se entrega à crítica aos toscos contos de cavalaria e à parca realidade provincial do país. Enquanto Menard escreve distante do passado, em Cervantes há a proximidade com os Bandos de Ciganos, conquistadores e dos autos de fé. Neste conto, Borges antecipa a teoria pós-moderna, que dá centralidade para a resposta do escritor. Seu nome aparece na questão de Jaques Derrida e responde em seu ensaio de 1966 para o Congresso Internacional de Sociologia e Filosofia da Língua Francesa. Na "Biblioteca de Babel", Borges contempla um efeito oposto: a melhoria de um texto através de sua reprodução. No padrão análogo do teorema dos infinitos macacos, todos os textos se passam em uma vasta livraria apenas porque contemplam a possibilidade aleatória e eventual da combinação de todas as letras.
Ambas as histórias lidam com grande dificuldade de criação de significado ou, talvez achar ou determinar o sentido. No caso do Quixote, o sentido está sobre a resposta do escritor e /ou o contexto do trabalho em que o livro é escrito. Na "Biblioteca de Babel", a dificuldade é encontrar algum trabalho coerente pois a Biblioteca possui todos os trabalhos possíveis. Contudo, qualquer trabalho com sentido é aleatório e não produzido pela ação humana e portanto, drenado de sentido. No caso de Quixote, a ação humana de escrever e ler o trabalho conferem sentido.
Borges escreveu a história enquanto se reestabelecia de um ferimento na cabeça. Se o conto é considerado uma obra de ficção, então foi o primeiro publicado sob seu próprio nome (o ”Homem da Esquina Rosada”, foi publicado sob o pseudônimo de H. Bustos). Como é comum em sua escrita, o conto é rico em ricas referências e piadas sutis. Seu narrador/revisor é um Católico ortodoxo, que destaca que os leitores de uma revista rival são “uns poucos Calvinistas, se não maçons e circuncisos”. De acordo com Emir Rodríguez Monegal e Alastair Reid, Menard é em parte “uma caricatura de Stéphane Mallarmé e Paul Valéry, ou de Miguel de Inamuno e Enrique Larreta”.

## Possibilidades de Escolha do Nome
- Pierre Menard, o primeiro governador de Illinois
- Pierre Mérnard, um escretor menor francês do século XVII
- Poeta colombiano Juan Gustavo Cobo Borda teria argumentado que existirem um poeta simbolista menor com esse nome em cuja história Borges teria bordado seu personagem em vez de criá-lo totalmente: “Eu li a Biografia de Rodríguez Monegak e Menard realmente existiu como um poeta simbolista menor que escreveu em um livro uma tese sobre o tempo. Borges teria encontrado esse livro. Então as pessoas foram procurar um Pierre Menard e acharam-no como poeta, mas há dois Pierre Menard, o segundo foi inventado por Borges.